# Trofeo Naranja
El Trofeo Naranja (Trofeu Taronja en valenciano) es un torneo de verano amistoso de fútbol organizado por el Valencia Club de Fútbol en su estadio de Mestalla.

## Descripción
Se disputa anualmente en el estadio de Mestalla en Valencia (España), generalmente a mediados del mes de agosto, entre el equipo local y un equipo invitado de cualquier parte del mundo. Desde el verano de 2007 se hace coincidir con la presentación oficial del Valencia ante su afición, por lo cual sirve al valencianismo para ver en acción a su equipo antes del inicio de cada temporada. 
Tradicionalmente solía ser un torneo triangular que se disputaba entre el Valencia y dos clubes invitados, que disputaban tres encuentros en tres días consecutivos, pero desde 1998 hasta la actualidad el torneo cambió a la modalidad de partido único contra un solo club invitado, debido sobre todo al aumento de partidos en verano por competiciones como la Copa Intertoto, Supercopas y algunas fases previas de la Liga de Campeones.

## Historia

### El Naranja primitivo
El torneo primitivo Trofeo Naranja tuvo cuatro ediciones no consecutivas, y comenzó en junio de 1959, al finalizar la temporada 1958/59, como iniciativa de la junta directiva presidida por Vicente Iborra Gil, que pocos meses antes había sustituido a la del mítico Luis Casanova. Para aquella primera edición los invitados fueron el Santos FC de Brasil y el Inter de Milán italiano, y el encargado de anotar el primer gol de la historia del torneo fue un joven Pelé con 18 años en el minuto 36 del 24 de junio de 1959 en el partido inaugural, que terminó empate 4-4 frente al Valencia. Por parte local el primer gol lo anotó el delantero paraguayo José Raúl Aveiro. Aquella edición terminó conquistándola el Santos por la diferencia de goles al golear al FC Internazionale en el segundo partido.
En junio de 1961 se disputó la segunda edición frente al Botafogo FR brasileño y el Barcelona, solo tres días después de la trágica muerte en accidente de tráfico del delantero Walter Marciano, por quien se guardó un minuto de silencio en el primer encuentro y posteriormente se disputó un partido homenaje. Esta vez el Valencia sí se proclamó campeón al vencer en dos vibrantes partidos (3-2 a los brasileños y 4-3 a los culés).
La tercera edición fue en junio de 1962 frente a dos rivales de menor entidad, el Sporting CP  y el Blackpool FC, frente a los cuales el Valencia no tuvo problemas en golear 5-2 y 6-2 respectivamente y llevarse el trofeo, con Guillot, Paredes y Waldo).
La cuarta y última edición de este primitivo Naranja tuvo lugar en junio de 1964, pocos días antes de la final de la Copa de Ferias (que suponía la tercera final europea consecutiva de los valencianistas). Los invitados fueron el uruguayo Nacional de Montevideo y el Flamengo, que terminó ganando el trofeo. El Valencia ganó 4-2 a los uruguayos en el primer partido, pero en el último, que le bastaba un empate para proclamarse campeón, los brasileños pasaron por encima y ganaron con un cómodo 1-3.

### Trofeo Valencia Naranja (triangular)
Desde septiembre de 1970 nacen las modernas ediciones del Trofeo Valencia Naranja, que ya pasaría a disputarse de forma anual cada verano (con contadas excepciones), con el estadio rebautizado como Estadio Luis Casanova desde el año anterior. Aunque es una soberana tontería pensar que son dos torneos diferentes. En aquella edición los invitados fueron el CA Independiente argentino y el FK Partizan. El primer partido fue el 1 de septiembre frente a los yugoslavos y el resultado fue de 3-1 para los valencianistas, siendo Fernando Ansola el primer goleador del torneo. Pep Claramunt y Carlos Pellicer hicieron los otro dos goles. En el último partido contra Independiente se empató 0-0 y la conquista del trofeo se definió por primera vez desde la tanda de penaltis, siendo el Valencia dirigido por Alfredo Di Stéfano el campeón.
El año siguiente no se disputó, pero ya en agosto de 1972 tuvo lugar la segunda edición frente a un Feyenoord y un Bayern de Múnich, liderado por Franz Beckenbauer, que terminó conquistando el torneo en un polémico tercer partido empatando 1-1 contra el Valencia.
El torneo pasó a disputarse ya todos los años. El formato siguió siendo el triangular, hasta que en la 6.ª edición, en 1976, fue cuadrangular disputándose dos semifinales: Valencia-CSKA de Moscú y Hércules-Dínamo de Moscú. El primer encuentro fue el 16 de agosto y supuso el debut del recién llegado Mario Alberto Kempes, que no tuvo mucha fortuna al fallar dos ocasiones clarísimas de gol y fallar también el primer lanzamiento de la tanda de penaltis. La final de esa edición la disputaron los dos clubes rusos, venciendo el CSKA, y el encuentro por el tercer puesto terminó en empate entre Valencia y Hércules, pero los alicantinos vencieron en los lanzamientos de penaltis. 
Las siguientes ediciones ya volvieron a ser triangulares. En la 11.ª edición en 1981 como curiosidad fue invitada a disputar el torneo la Selección de Hungría, que terminó ganando el torneo. El primer encuentro fue el 25 de agosto entre el Valencia y los colombianos del Millonarios de Bogotá con victoria para los dirigidos por Pasieguito por 3-1 con goles de Saura, Solsona y Pablo, pero en el tercer en cuentro los húngaros vencieron 2-3 y se llevaron el Naranja.
En 1985 y 1986 el trofeo se disputó por primera vez a un solo partido, coincidiendo con los años de mayor crisis deportiva de la entidad. En la 15.ª edición venció el Boca Juniors por 2-4 a los valencianistas, y en la 16.ª venció el CR Flamengo por 0-3. 
En 1987 por primera vez el trofeo lo ganaba un club español que no fuese el Valencia. Los invitados fueron la ACF Fiorentina y el Barcelona. El torneo empezó bien porque el Valencia goleó 5-0 a los italianos, pero los culés también les ganaron 3-1. Todo se decidía en el tercer partido, con el estadio lleno hasta la bandera. Bastaba un empate para que los valencianistas ganaran el torneo, pero venció el Barcelona 0-1 con gol de Gary Lineker, con un muy polémico arbitraje de José Francisco Pérez Sánchez y con dos ocasiones clarísimas de gol que falló Alcañiz, una de ellas un penalti.
Las dos siguientes ediciones volvió a ganarlas el Valencia, hasta la 20.ª en 1990 de nefasto recuerdo valencianista, que empezó bien goleando 5-0 al búlgaro CSKA de Sofía con dos goles de Eloy y uno de Fernando, Quique y Roberto, pero el siguiente encuentro fue una humillación 1-7 contra un Real Madrid plagado de suplentes que se proclamó ganador del trofeo. Arias, indignado, declaró que en liga no vencerían en el Luis Casanova, y así fue porque tres meses después los valencianistas ganaban en Liga 2-1 a los blancos.
El año siguiente (1991) participó otra selección nacional como ya lo hiciera Hungría en 1981. Fue la selección de la Unión Soviética. En el primer encuentro Valencia y la URSS empataron 1-1, con Sempere salvando a los valencianistas de una goleada, y en el partido definitivo se ganó 1-0 al Sao Paulo con gol de Rommel Fernández, dando así el trofeo a los locales.
Fue curiosa la 22.ª edición en 1992 cuando el sorteo con una moneda al aire resolvió el ganador del trofeo, que fue para el Dínamo de Moscú. El motivo fue que se empató a todo entre valencianistas y rusos. En el primer partido Valencia y Dínamo empataron 1-1, el siguiente partido lo ganó 2-1 el Dínamo a la Sampdoria (vigente subcampeón de Europa), y en el tercer partido el Valencia también se impuso 2-1 a los italianos con goles de Fernando y Arroyo. 
En 1994 el Valencia pudo vengar su derrota de 1987 frente al Barcelona, ganando primero 3-2 al Real Valladolid y luego 1-0 a los culés con un gran gol de Paco Camarasa. Fue la primera edición en la que los dos clubes invitados eran equipos españoles, y la última edición con el estadio llevando de nombre Luis Casanova. En 1995, ya con el estadio con su nombre original de Mestalla, volvieron a ser dos clubes españoles los invitados: el Atlético de Madrid y el Tenerife. El resultado fue decepcionante al caer 1-3 contra los tinerfeños y empatar 1-1 (con gol de Mijatović de penalti) contra el Atlético, que terminó ganando el trofeo.
En 1996 el primer partido fue contra el Perugia italiano y se pudo ver en acción a una delantera titular formada por los brasileños Romário y Viola, aunque este último dejaría el equipo pocos días después, y fue también el debut en Mestalla del argentino Claudio López que entró en el minuto 57 y maravilló a la grada. Dos días después se ganó 2-0 al CR Flamengo con goles de Gabi Moya.
En el trofeo de 1997 los dos equipos invitados fueron brasileños: el SE Palmeiras y el Flamengo que repetía por tercera vez su aparición en el torneo, más una anterior en el primitivo Naranja. Romário logró su único hat-trick como valencianista en el primer encuentro frente al Palmeiras, y en el siguiente frente al Flamengo logró adelantar al equipo pero cuatro minutos después intentó una innecesaria chilena que le hizo caer lesionado para dos meses. El trofeo fue para el Flamengo que remontó y ganó 1-3 el partido definitivo con tres goles de Sávio.

### Trofeo Valencia Naranja (partido único)
La disputa de la Copa Intertoto trasladó la disputa del trofeo de 1998 al lunes 7 de septiembre, aprovechando un parón liguero por selecciones, y se disputó a partido único (como ya sucediera en 1985 y 1986) frente al Dínamo de Bucarest rumano. El resultado final fue de 2-0 para el Valencia de Claudio Ranieri con goles de Contra en propia puerta y de Lucarelli.
La 29.ª edición en 1999 tuvo que disputarse en una inusual fecha: el martes 16 de noviembre. El motivo fue el cargadísimo mes de agosto con dos partidos de la Supercopa de España, el inicio de la Liga y una fase previa de la Liga de Campeones. Fue contra el FC Salzburg y se ganó 2-0 con goles de Luis Milla y Juan Sánchez. 
La 30.ª edición en el año 2000 se disputó ya en agosto, tras superar una fase previa de la Liga de Campeones, y el rival fue el Parma FC italiano, que empató a cero pero terminó llevándose el trofeo en la tanda de penaltis más corta que se recuerda al fallar el Valencia sus primeros tres lanzamientos y anotar ellos los tres, por tanto no fueron necesarios lanzar lo dos últimos turnos. 
El rival de la edición de 2001 fue el club uruguayo de Peñarol de Montevideo y el equipo de Rafa Benítez se impuso 2-1 con goles de Pellegrino y Mista, y el año siguiente otro uruguayo fue el rival, esta vez el Nacional de Montevideo, y un Valencia muy rodado y en forma se impuso 5-2 con goles de Vicente, Fabio Aurelio, Carew, Marchena y Sánchez. 
En la 33.ª edición, en 2003 el club invitado fue el Real Madrid, que ya ganó el trofeo en 1990, y repitió victoria pero sin la humillación de aquel año. Esta vez los madridistas tuvieron que ganar en una larga tanda de penaltis tras empatar 0-0 y necesitar siete lanzamientos. Como anécdota, el portero valencianista Palop disparó y anotó el sexto penalti de la tanda. 
En 2004 no se disputó el trofeo al centrarse en la disputa de las Supercopas de España y de Europa. Sí hubo un partido de presentación contra el Parma FC pero no estuvo el trofeo en disputa.
En 2005 volvió el trofeo con su 34.ª edición y se recuperó momentáneamente el formato triangular, esta vez con Olympiacos y Udinese Calcio. El torneo se disputó en medio de la final (a ida y vuelta) de la Copa Intertoto que se perdió contra el Hamburger SV. El trofeo también se perdió al caer tanto con los griegos (1-3) como contra los italianos (0-1) con gol de Di Natale, que finalmente se terminaron llevando el trofeo. 
En 2006 volvió a disputarse a partido único y el rival fue la Roma, a la que se ganó 2-0 con goles de Silva y Albelda.

### Presentación y Trofeo
Desde el año siguiente, 2007 el Trofeo Valencia Naranja se hace coincidir con la presentación oficial del equipo ante su afición, haciendo primero los actos protocolarios y a continuación la disputa del trofeo a partido único. El rival en esta 36.ª edición fue el Parma FC, que se llevó la victoria por 0-2, convirtiéndose así junto al Real Madrid en los únicos dos clubes que hasta la fecha tienen más de un Trofeo Naranja, sin contar al Valencia. 
Desde 2008 hasta 2014 fueron siete ediciones consecutivas con victoria valencianista tras la presentación del equipo ante su público. Destacar la visita del Arsenal inglés en 2009 que fue derrotado por 2-0 con goles de Míchel Herrero y David Villa. 
Otro partido a destacar, que además se disputó por primera vez luciendo el uniforme de la senyera, fue de trágico recuerdo. Era la 40.ª edición en 2011 con victoria 3-0 sobre la Roma con goles de Viviani en propia puerta, de Soldado y de un jovencísimo Paco Alcácer con 17 años que se estrenaba como goleador en Mestalla con el primer equipo, pero poco después de finalizar el partido perdía a su padre casi a las puertas del estadio. También en esta edición el argentino Éver Banega pidió disculpas a la grada desde el centro del campo por una desafortunada fotografía publicada en sus redes sociales ese mismo verano.
En 2012 se destinaron los beneficios del partido a los afectados por los graves incendios forestales de ese año, y los futbolistas lucieron en sus camisetas el nombre de localidades afectadas por el fuego. El rival elegido fue el Oporto, y vencieron los valencianistas en la tanda de penaltis tras haber empatado 1-1 durante el partido con gol de Jonas. El portero brasileño Diego Alves se convirtió en el protagonista absoluto al no encajar ninguno de los cuatro disparos que le lanzaron los portugueses.
En 2013, con el trofeo renombrado como Trofeo Naranja-Estrella Damm por motivos de patrocinio, se gana a Olympiakos 2-1 con goles de Éver Banega y Hélder Postiga, y en la presentación entra como novedad a partir de este año la presentación también de todas las plantillas de la Academia GloVAL, desde la categoría de fútbol ocho, querubines, prebenjamines, benjamines, alevines, cadetes, juveniles, el equipo Femenino y el filial, el Valencia Mestalla.
En la edición de 2014 se vence al AC Milan 2-1 con un golazo desde el centro del campo de Paco Alcácer y otro gran gol de Rodrigo Moreno. 
Se rompió la racha de siete victorias consecutivas en 2015 con la derrota 1-3 frente a la Roma en una pretemporada con muy malas sensaciones de juego y resultados, y tras una presentación con mucha animadversión hacia el técnico Nuno y la planificación deportiva que desembocó en una de las peores temporadas de la historia del club.
La 45.ª edición en 2016 fue muy especial al celebrarse la jubilación del mítico utillero "Españeta" a los 78 años de edad, tras más de 55 años en el club. Querido por todos, fue homenajeado por afición y exjugadores en la presentación del equipo. Además esta edición fue la primera en contar con un padrino de excepción como el argentino Claudio 'Piojo' López. El trofeo se quedó en casa al remontar un gol de la Fiorentina y terminar venciendo 2-1 con goles de Rodrigo y el canterano Rafa Mir.
El club italiano invitado a la 46.ª edición en 2017 fue el Atalanta, cuarto clasificado en la Serie A, que ganó el trofeo al vencer 1-2 a un conjunto valencianista aún falto de refuerzos para afrontar la temporada.
Tras cinco ediciones desaparece el patrocinio de Estrella Damm en 2018 y regresa el nombre único de Trofeo Naranja, y tras cuatro años consecutivos de invitados italianos el club que participa en la 47.ª edición es el Bayer Leverkusen alemán, quinto clasificado en la Bundesliga. La ilusionante presentación fue distinta en cuanto a la salida de los jugadores al césped, que salieron todos juntos en vez de uno a uno como venía siendo habitual. El motivo era que la plantilla aún no era definitiva y no era lógico presentar un equipo que podía variar, como pasó en años anteriores. El equipo de Marcelino García Toral se impuso se impuso por 3-0 en una edición marcada por el inicio de los actos del Centenario de la entidad, con goles de Santi Mina, Rodrigo Moreno y el joven canterano Kangin Lee, surcoreano de 17 años que debutaba con el primer equipo en Mestalla, siendo así el primer futbolista asiático en jugar y en marcar con el primer equipo valencianista. Se inició la prohibición de fumar en el estadio, y sonó por primera vez el tema "Eterno junto a ti".
En la edición de 2019 se incorpora el patrocinio de bwin renombrando el trofeo como bwin Trofeo Naranja, y siendo el rival el Inter de Milán, uno de los dos primeros rivales que tuvo el torneo en su edición del año 1959. Tras un partido dominado por el equipo de Marcelino García Toral, que se adelantó con un gol de Carlos Soler, logró empatar el Inter en la recta final gracias a un claro penalti. En la consecuente tanda de penaltis se marcaron todos los goles hasta que en la muerte súbita falló su lanzamiento el central Garay y a continuación marcó Bastoni, dando así el primer Naranja a los interistas.
En el año 2020 no se celebró edición del trofeo debido a la pandemia de coronavirus que imposibilitaba la asistencia de público a los estadios y los clubes debieron realizar una pretemporada atípica.
La 49.ª edición se disputó en agosto de 2021 ante algo menos de 3000 espectadores por las restricciones debidas a la pandemia, y con el nombre original del trofeo sin ningún patrocinio. El equipo dirigido por José Bordalás empató 0-0 ante el AC Milan y en la tanda de penaltis se consiguió el trofeo al fallar Krunic y marcar todos los disparos el equipo valencianista, siendo Hugo Guillamón el lanzador del penalti definitivo. En agosto de 2022 se disputó la 50.ª edición recibiendo a la Atalanta italiana y el equipo de Gennaro Gattuso se impuso 2-1 gracias a dos tantos de Hugo Duro, y en 2023 en la 51.ª edición el trofeo fue para el Aston Villa de Unai Emery que se impuso 1-2 a un muy buen Valencia dirigido por el Pipo Baraja.
En 2024 el rival del equipo de Baraja fue el Eintracht Fráncfort. El equipo ofrecía muchas dudas sobre el rendimiento y calidad de la plantilla pero terminó venciendo 3-2 con goles de Rafa Mir, Hugo Duro y Alberto Marí en los minutos finales tras un error defensivo del equipo alemán. Hubo polémica en el entorno valencianista por celebrar la victoria del equipo haciendo la ola en la grada, un acto muy festivo en medio de un clima muy crispado por la gestión deportiva de Peter Lim y su nula inversión en reforzar el equipo. El siguiente verano, en 2025, la inversión mejoró y el equipo dirigido por Carlos Corberán superó al Torino FC italiano por 3-0 con goles del recientemente renovado Javi Guerra y de Luis Rioja.

## Palmarés
| Edición        | Año  | Campeón                      | Resultado                    | Subcampeón                   | Tercero                      | Cuarto                       |                              |
| -------------- | ---- | ---------------------------- | ---------------------------- | ---------------------------- | ---------------------------- | ---------------------------- | ---------------------------- |
| I (1.ª)        | 1959 | Santos FC                    | triangular                   | Valencia CF                  | Inter de Milán               | -                            |                              |
| II (2.ª)       | 1961 | Valencia CF                  | triangular                   | FC Barcelona                 | Botafogo                     | -                            |                              |
| III (3.ª)      | 1962 | Valencia CF                  | triangular                   | Sporting CP                  | Blackpool FC                 | -                            |                              |
| IV (4.ª)       | 1964 | CR Flamengo                  | triangular                   | Valencia CF                  | Nacional de Montevideo       | -                            |                              |
| V (5.ª)        | 1970 | Valencia CF                  | triangular                   | Independiente                | Partizán                     | -                            |                              |
| VI (6.ª)       | 1972 | FC Bayern de Múnich          | triangular                   | Valencia CF                  | Feyenoord Róterdam           | -                            |                              |
| VII (7.ª)      | 1973 | Estrella Roja                | triangular                   | Valencia CF                  | Standard de Lieja            | -                            |                              |
| VIII (8.ª)     | 1974 | PSV Eindhoven                | triangular                   | Valencia CF                  | Györi ETO                    | -                            |                              |
| IX (9.ª)       | 1975 | Valencia CF                  | triangular                   | FC Zúrich                    | ADO Den Haag                 | -                            |                              |
| X (10.ª)       | 1976 | CSKA Sofía                   | 2-1                          | Dínamo Moscú                 | Hércules CF                  | Valencia CF                  |                              |
| XI (11.ª)      | 1977 | Borussia Mönchengladbach     | triangular                   | Valencia CF                  | Vitória FC Setúbal           | -                            |                              |
| XII (12.ª)     | 1978 | Valencia CF                  | triangular                   | Huracán                      | Ajax Ámsterdam               | -                            |                              |
| XIII (13.ª)    | 1979 | Valencia CF                  | triangular                   | RCD Espanyol                 | Borussia Mönchengladbach     | -                            |                              |
| XIV (14.ª)     | 1980 | Valencia CF                  | triangular                   | CR Vasco da Gama             | CA Boca Juniors              | -                            |                              |
| XV (15.ª)      | 1981 | Selección de Hungría         | triangular                   | Valencia CF                  | Millonarios                  | -                            |                              |
| XVI (16.ª)     | 1982 | 1 FC Kaiserslautern          | triangular                   | Valencia CF                  | Luton Town FC                | -                            |                              |
| XVII (17.ª)    | 1983 | Valencia CF                  | triangular                   | Peñarol                      | Internacional                | -                            |                              |
| XVIII (18.ª)   | 1984 | Valencia CF                  | triangular                   | CA River Plate               | Hamburger SV                 | -                            |                              |
| XIX (19.ª)     | 1985 | CA Boca Juniors              | 4-2                          | Valencia CF                  | -                            | -                            |                              |
| XX (20.ª)      | 1986 | CR Flamengo                  | 3-0                          | Valencia CF                  | -                            | -                            |                              |
| XXI (21.ª)     | 1987 | FC Barcelona                 | triangular                   | ACF Fiorentina               | Valencia CF                  | -                            |                              |
| XXII (22.ª)    | 1988 | Valencia CF                  | triangular                   | FC Porto                     | CR Vasco da Gama             | -                            |                              |
| XXIII (23.ª)   | 1989 | Valencia CF                  | triangular                   | Club Nacional                | Ajax Ámsterdam               | -                            |                              |
| XXIV (24.ª)    | 1990 | Real Madrid CF               | triangular                   | Valencia CF                  | PFC CSKA Sofia               | -                            |                              |
| XXV (25.ª)     | 1991 | Valencia CF                  | triangular                   | São Paulo FC                 | Unión Soviética              | -                            |                              |
| XXVI (26.ª)    | 1992 | FC Dinamo Moscú              | triangular                   | Valencia CF                  | UC Sampdoria                 | -                            |                              |
| XXVII (27.ª)   | 1993 | Valencia CF                  | triangular                   | Feyenoord Róterdam           | Werder Bremen                | -                            |                              |
| XXVIII (28.ª)  | 1994 | Valencia CF                  | triangular                   | FC Barcelona                 | Real Valladolid              | -                            |                              |
| XXIX (29.ª)    | 1995 | Atlético de Madrid           | triangular                   | Valencia CF                  | CD Tenerife                  | -                            |                              |
| XXX (30.ª)     | 1996 | Valencia CF                  | triangular                   | Perugia                      | Flamengo                     | -                            |                              |
| XXXI (31.ª)    | 1997 | SE Palmeiras                 | triangular                   | Valencia CF                  | CR Flamengo                  | -                            |                              |
| XXXII (32.ª)   | 1998 | Valencia CF                  | 2-0                          | Dinamo de Bucarest           | -                            | -                            |                              |
| XXXIII (33.ª)  | 1999 | Valencia CF                  | 2-0                          | SV Austria Salzburg          | -                            | -                            |                              |
| XXXIV (34.ª)   | 2000 | Parma                        | 0-0 (pen)                    | Valencia CF                  | -                            | -                            |                              |
| XXXV (35.ª)    | 2001 | Valencia CF                  | 2-1                          | CA Peñarol                   | -                            | -                            |                              |
| XXXVI (36.ª)   | 2002 | Valencia CF                  | 5-2                          | Club Nacional                | -                            | -                            |                              |
| XXXVII (37.ª)  | 2003 | Real Madrid CF               | 0-0 (pen)                    | Valencia CF                  | -                            | -                            |                              |
| XXXVIII (38.ª) | 2005 | Udinese Clacio               | triangular                   | Valencia CF                  | Olympiacos FC                | -                            |                              |
| XXXIX (39.ª)   | 2006 | Valencia CF                  | 2-0                          | AS Roma                      | -                            | -                            |                              |
| XL (40.ª)      | 2007 | Parma FC                     | 2-0                          | Valencia CF                  | -                            | -                            |                              |
| XLI (41.ª)     | 2008 | Valencia CF                  | 2-1                          | SBV Vitesse                  | -                            | -                            |                              |
| XLII (42.ª)    | 2009 | Valencia CF                  | 2-0                          | Arsenal FC                   | -                            | -                            |                              |
| XLIII (43.ª)   | 2010 | Valencia CF                  | 2-0                          | ACF Fiorentina               | -                            | -                            |                              |
| XLIV (44.ª)    | 2011 | Valencia CF                  | 3-0                          | AS Roma                      | -                            | -                            |                              |
| XLV (45.ª)     | 2012 | Valencia CF                  | 1-1 (pen)                    | FC Porto                     | -                            | -                            |                              |
| XLVI (46.ª)    | 2013 | Valencia CF                  | 2-1                          | Olympiacos FC                | -                            | -                            |                              |
| XLVII (47.ª)   | 2014 | Valencia CF                  | 2-1                          | AC Milan                     | -                            | -                            |                              |
| XLVIII (48.ª)  | 2015 | AS Roma                      | 3-1                          | Valencia CF                  | -                            | -                            |                              |
| XLIX (49.ª)    | 2016 | Valencia CF                  | 2-1                          | ACF Fiorentina               | -                            | -                            |                              |
| L (50.ª)       | 2017 | Atalanta BC                  | 2-1                          | Valencia CF                  | -                            | -                            |                              |
| LI (51.ª)      | 2018 | Valencia CF                  | 3-0                          | Bayer Leverkusen             | -                            | -                            |                              |
| LII (52.ª)     | 2019 | FC Internazionale            | 1-1 (pen)                    | Valencia CF                  | -                            | -                            |                              |
|                | 2020 | No celebrado por el COVID-19 | No celebrado por el COVID-19 | No celebrado por el COVID-19 | No celebrado por el COVID-19 | No celebrado por el COVID-19 | No celebrado por el COVID-19 |
| LIII (53.ª)    | 2021 | Valencia CF                  | 0-0 (pen)                    | AC Milan                     | -                            | -                            |                              |
| LIV (54.ª)     | 2022 | Valencia CF                  | 2-1                          | Atalanta BC                  | -                            | -                            |                              |
| LV (55.ª)      | 2023 | Aston Villa FC               | 2-1                          | Valencia CF                  | -                            | -                            |                              |
| LVI (56.ª)     | 2024 | Valencia CF                  | 3-2                          | Eintracht Fráncfort          | -                            | -                            |                              |
| LVII (57.ª)    | 2025 | Valencia CF                  | 3-0                          | Torino FC                    | -                            | -                            |                              |

### Títulos por clubes
| Club                     | Títulos | Subtítulos | Años Campeón | Años Subcampeón |
| ------------------------ | ------- | ---------- | --- | --- |
| Valencia CF              | 33      | 20         | 1961, 1962, 1970, 1975, 1978, 1979, 1980, 1983, 1984, 1988, 1989, 1991, 1993, 1994, 1996, 1998, 1999, 2001, 2002, 2006, 2008, 2009, 2010, 2011, 2012, 2013, 2014, 2016, 2018, 2021, 2022, 2024, 2025 | 1972, 1973, 1974, 1977, 1981, 1982, 1985, 1986, 1990, 1992, 1995, 1997, 2000, 2003, 2005, 2007, 2015, 2017, 2019, 2023 |
| CR Flamengo              | 2       | –          | 1964, 1986 | - |
| Real Madrid CF           | 2       | –          | 1990, 2003 | - |
| Parma FC                 | 2       | –          | 2000, 2007 | - |
| Santos FC                | 1       | 2          | 1959 | - |
| FC Barcelona             | 1       | 1          | 1987 | 1994 |
| AS Roma                  | 1       | 2          | 2015 | 2006, 2011 |
| FC Bayern de Múnich      | 1       | –          | 1972 | - |
| FK Estrella Roja         | 1       | –          | 1973 | - |
| PSV Eindhoven            | 1       | –          | 1974 | - |
| CSKA Moscú               | 1       | –          | 1976 | - |
| Borussia Mönchengladbach | 1       | –          | 1977 | - |
| Hungría                  | 1       | –          | 1981 | - |
| 1 FC Kaiserslautern      | 1       | –          | 1982 | - |
| CA Boca Juniors          | 1       | –          | 1985 | - |
| FC Dinamo Moscú          | 1       | –          | 1992 | - |
| Atlético de Madrid       | 1       | –          | 1995 | - |
| SE Palmeiras             | 1       | –          | 1997 | - |
| Udinese Calcio           | 1       | –          | 2005 | - |
| Atalanta BC              | 1       | –          | 2017 | - |
| FC Internazionale        | 1       | –          | 2019 | - |
| Aston Villa FC           | 1       | –          | 2023 | - |
| ACF Fiorentina           | –       | 3          | - | 1987, 2010, 2016 |
| CA Peñarol               | –       | 2          | - | 1983, 2001 |
| Club Nacional            | –       | 2          | - | 1989, 2002 |
| FC Porto                 | –       | 2          | - | 1988, 2012 |
| AC Milan                 | –       | 2          | - | 2014, 2021 |
| CA Independiente         | –       | 1          | - | 1970 |
| FC Zürich                | –       | 1          | - | 1975 |
| FC Dinamo Moscú          | –       | 1          | - | 1976 |
| CA Huracán               | –       | 1          | - | 1978 |
| RCD Espanyol             | –       | 1          | - | 1979 |
| CR Vasco da Gama         | –       | 1          | - | 1980 |
| CA River Plate           | –       | 1          | - | 1984 |
| São Paulo FC             | –       | 1          | - | 1991 |
| Feyenoord Róterdam       | –       | 1          | - | 1993 |
| Perugia Calcio           | –       | 1          | - | 1996 |
| Dinamo Bucaresti         | –       | 1          | - | 1998 |
| SV Austria Salzburg      | –       | 1          | - | 1999 |
| SBV Vitesse              | –       | 1          | - | 2008 |
| Arsenal FC               | –       | 1          | - | 2009 |
| Olympiacos FC            | –       | 1          | - | 2013 |
| Bayer Leverkusen         | –       | 1          | - | 2018 |
| Eintracht Fráncfort      | -       | 1          | - | 2024 |
| Torino FC                | -       | 1          | - | 2025 |

### Títulos por países
| País         | Trofeos |
| España       | 36      |
| Italia       | 6       |
| Brasil       | 4       |
| Alemania     | 3       |
| Rusia        | 2       |
| Argentina    | 1       |
| Hungría      | 1       |
| Inglaterra   | 1       |
| Países Bajos | 1       |
| Serbia       | 1       |